# Захоронение в Тальхайме
Захоронение в Тальхайме — массовое захоронение эпохи неолита на территории города Тальхайм (Баден-Вюртемберг). Рассматривается как одно из древнейших свидетельств военных действий в человеческой истории.
Захоронение в Тальхайме было обнаружено археологами в 1983-м году. Оно представляло собой небольших размеров яму, заполненную человеческими костями. Анализ позволил выявить что в яме были захоронены как минимум 34 человека (16 детей, девять взрослых мужчин, семь взрослых женщин, двое взрослых, чей пол не удалось установить). Изучение останков позволило установить, что все люди погибли одновременно и насильственной смертью. 18 черепов сохранили след от удара каменным топором, 14 были проломлены тяжелым тупым предметом, на некоторых костях были обнаружены следы от попаданий стрел или дротиков. Кроме того, некоторые кости сохраняли следы полученных и залеченных при жизни ран, что давало основания предполагать привычность насилия в мире обитателей древнего Тальхайма. По мнению проводивших исследование останков археологов, речь шла о членах одной общины, уничтоженных в ходе военного набега, причем, по всей видимости, сопротивления нападающим они оказать не сумели (раны единообразны, что маловероятно при беспорядочной рукопашной схватке). Выдвигались предположения, что жители поселения были уничтожены во сне, либо захвачены в плен в другом месте и лишь казнены в Тальхайме.
Захоронение относится к концу VI тыс. до н. э., и погибшие, вероятнее всего, были представителями культуры линейно-ленточной керамики.